# División de Destructores
La División de Destructores es una división de la Armada Argentina. Depende en forma orgánica del Comando de la Flota de Mar y está basada en la Base Naval Puerto Belgrano.

## Historia
En 1961 la Armada Argentina incorporó los destructores ARA Almirante Brown (D-20), ARA Espora (D-21) y ARA Rosales (D-22). Con estos nuevos buques, el 1 de junio de 1962 fue creada la 2.ª División de Destructores.
A mediados de los años setenta, la División incorporó los ARA Almirante Domecq García (D-23) y ARA Almirante Storni (D-24). En 1977 la División sumó al ARA Piedrabuena (D-29).
En la guerra de las Malvinas en 1982, la 2.ª División puso al ARA Piedrabuena en el Grupo de Tareas 79.3, liderado por el crucero ARA General Belgrano (C-4).
En la primera mitad de la década de 1980 la Armada incorporó cuatro destructores MEKO-360. Estos buques, bautizados ARA Almirante Brown (D-10), ARA La Argentina (D-11), ARA Heroína (D-12) y ARA Sarandí (D-13), fueron incorporados por la 2.ª División de Destructores.

## Organización
La División de Destructores es integrada por los siguientes buques:
- ARA Almirante Brown (D-10)
- ARA La Argentina (D-11)
- ARA Heroína (D-12)
- ARA Sarandí (D-13)